# Borstbandmiersluiper
De borstbandmiersluiper (Herpsilochmus pectoralis) is een zangvogel uit de familie Thamnophilidae (miervogels).

## Verspreidingsgebied
De borstbandmiersluiper is endemisch in het noordoosten van Brazilië in de staten Maranhão (noordoostelijke deel), Rio Grande do Norte, Sergipe en Bahia.

## Status
De grootte van de populatie wordt geschat op 2500 tot 10.000 volwassen vogels. Op de Rode lijst van de IUCN heeft deze soort de status kwetsbaar.